# Château des Charmilles
Le château des Charmilles est un château du XIXe siècle situé en France sur la commune de La Ravoire, dans le département de la Savoie en région Auvergne-Rhône-Alpes.

## Situation
Le château est situé dans la Rue Léon Costa de Beauregard, dans le quartier du Mollard, au nord de la commune de La Ravoire, en Savoie.

## Histoire

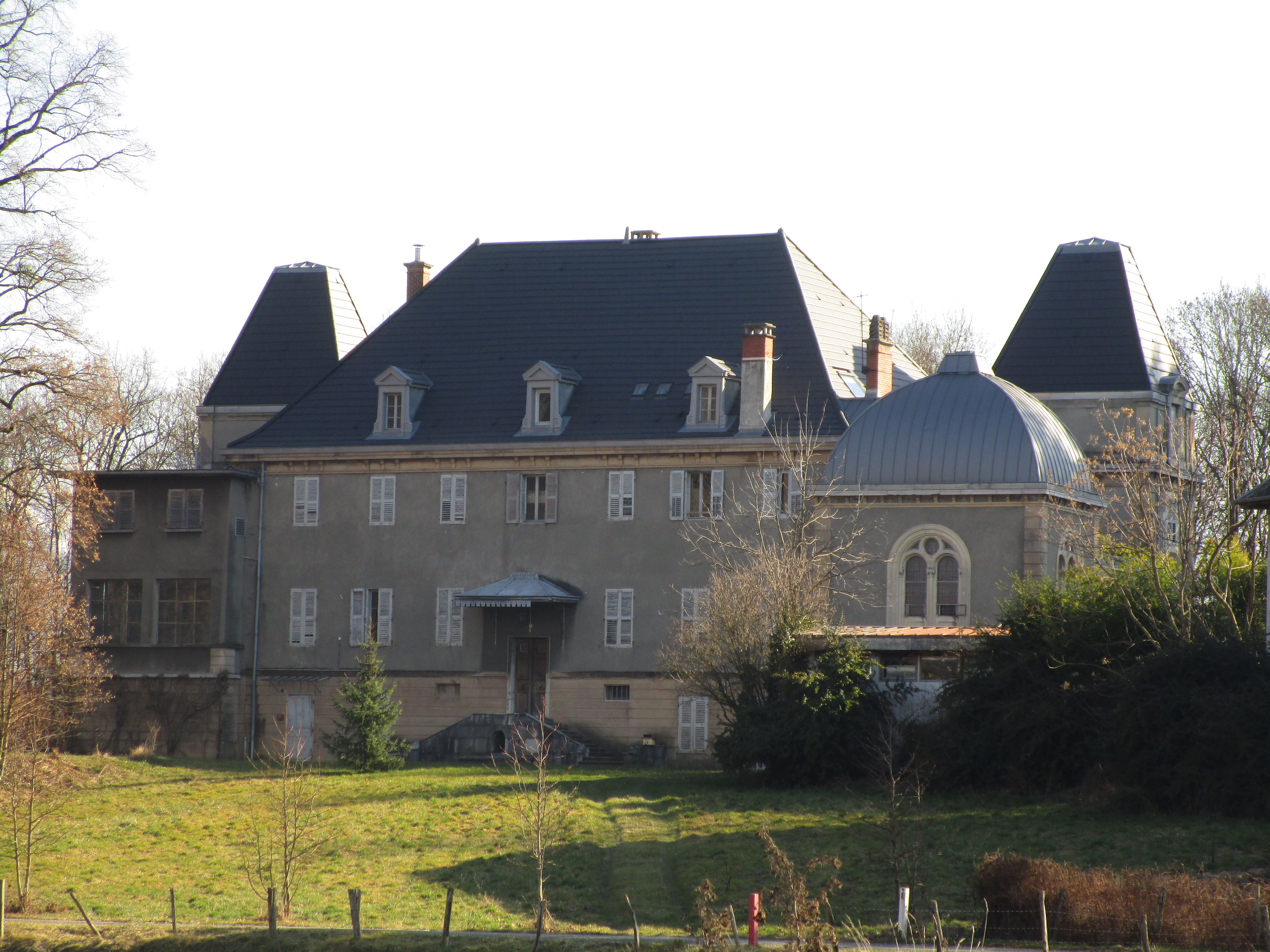
La façade nord du château des Charmilles en février 2017.

Le château a été construit au XIXe siècle par le comte Léon Costa de Beauregard en lieu et place d’une résidence ayant appartenu de Jean François Bertrand de La Pérouse, qui fut ambassadeur extraordinaire de Savoie en Angleterre au XIIIe siècle.
En 1933, la famille Costa de Beauregard est toujours propriétaire du château. Par la suite, celui-ci est transformé en lycée professionnel agricole privé sous le nom de lycée des Charmilles.
En 2005, le lycée des Charmilles fusionne avec la fondation du Bocage, propriétaire du lycée du Bocage, situé à Chambéry.
En 2016, dans le cadre d’une étude de programmation globale décennale, le conseil d’administration de la fondation du Bocage, constatant que le château n’est plus aux normes de sécurité et que les coûts pour l’y remettre sont trop importants, décide de regrouper ses deux sites à Chambéry, à proximité du lycée du Bocage. Par conséquent, à partir de la rentrée 2016, les cours assurés sur le site sont transférés vers un nouveau bâtiment dans le centre-ville de Chambéry, à proximité du second site de la fondation. Le château est mis en vente et racheté par un promoteur privé.

## Description
Le château, qui date du XIXe siècle, remplace une précédente demeure édifiée au XVIIIe siècle. L’actuel bâtiment, haut de quatre étages, se compose d’un bâtiment entouré de deux tours carrées. Le toit, en pavillon, est composé en trois parties et constitué de tuiles plates en ardoise. À l’angle nord-ouest, on note la présence d’une coupole.